# 일본 과학 미래관

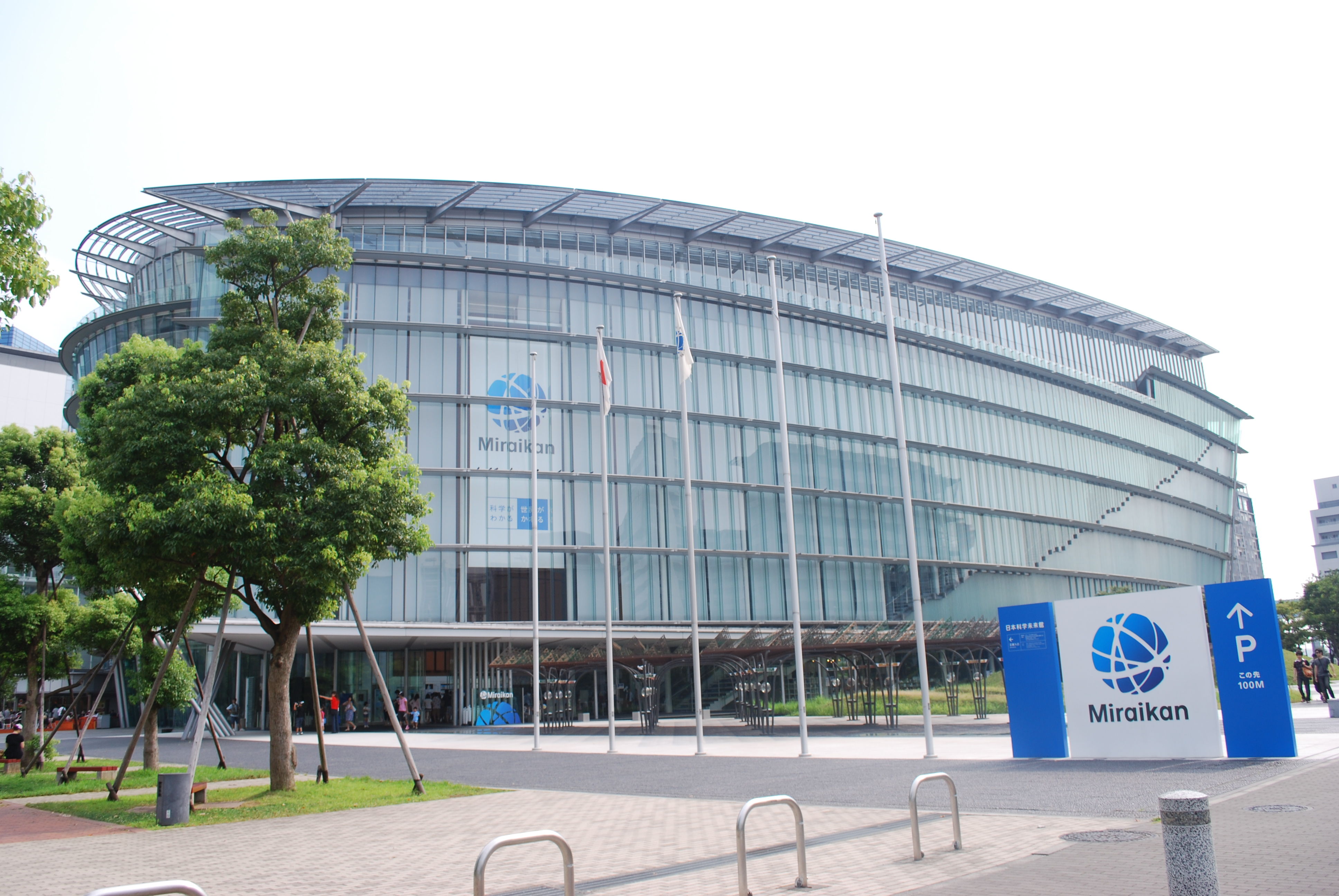
일본 과학 미래관

일본 과학 미래관(일본어: 日本科学未来館 닛폰카가쿠미라이칸[*], 영어: National Museum of Emerging Science and Innovation)은 일본 도쿄도 고토구 아오미 국제 연구 교류 대학촌에 있는 과학관이다. 애칭은 미라이칸(일본어: みらいCAN, 영어: Miraikan)이다.

## 개요
2001년 7월 9일에 개관하였다. 독립 행정법인 과학 기술 진흥기구가 설립하였다. 
일본과학미래관은 지금 세상에서 일어나고 있는 일들을 과학의 관점에서 이해하고, 우리들이 앞으로 어떤 미래를 만들어 갈 것인가를 함께 생각하고 이야기를 나누는 곳입니다.
이곳에는 직접 만져 보고 즐길 수 있는 상설전시와 기획전 외에도 실험교실과 토크이벤트 등 다채로운 메뉴가 마련되어 있습니다. 과학 커뮤니케이터와 의견, 또는 아이디어를 교환하면서 일상생활의 작은 호기심에서부터 최첨단 기술, 지구환경, 우주의 탐구까지 다양한 규모의 현재진행형 과학기술을 체험할 수 있습니다.